# 埃本塞爾
埃本塞爾是奥地利克恩顿州克拉根福兰县的一个市镇。总面积54.99平方公里，总人口7546人，人口密度137.2人/平方公里（2005年）。